# Monique Alexander
Pour les articles homonymes, voir Alexander.
Monique Alexander, née le 26 mai 1982 à Vallejo en Californie, est une actrice de films pornographiques américaine.

## Biographie
Monique Alexander commença une carrière de stripteaseuse à l'âge de 18 ans à Sacramento. Elle commença sa carrière dans le cinéma pornographique en 2001 essentiellement dans la catégorie "lesbienne" en travaillant pour Sin City. Elle participa aux films Hotel Erotica, The Sex Spa, Sex House, et Voyeur: Inside Out.
De 2004 à 2009, Alexander est sous contrat avec Vivid Entertainment
Alexander a reçu 4 nominations pour les AVN Awards : une en 2004 pour la Best Tease Performance, et trois en 2007 pour Most Valuable Starlet, Best Actress-Film, et Best Sex Scene Coupling – Film.
Elle apparait dans la série "Entourage" à la fin de la 3e saison et dans le "Spider's Web" en 2002.

## Distinctions
- 2008 : AVN Award – Best All-Girl Sex Scene, Film – Sex & Violins
- 2008 : AVN Award – Best Group Sex Scene, Film – Debbie Does Dallas... Again
- 2009 : AVN Award – Best Couples Sex Scene – Cry Wolf
- 2010 : AVN Award nommée – Best All-Girl Couples Sex Scene – Nymphetamine 3 avec Tori Black
- 2011 : AVN Award Meilleure scène de sexe entre deux femmes pour Meow! (avec Jenna Haze)[5]

## Filmographie sélective
- 2001 : I Love Lesbians 10
- 2001 : Where The Girls Sweat 6
- 2001 : The 4 Finger Club 18
- 2002 : Real Female Orgasms 3
- 2003 : Innocence Pure Pink
- 2003 : When The Boyz Are Away The Girlz Will Play 11
- 2004 : Lipstick Lesbians 1
- 2004 : Girls Only Club
- 2005 : Girls Who Like Girls
- 2005 : Les' Be Friends
- 2006 : No Boys Allowed
- 2007 : Where the Boys Aren't 18
- 2008 : Where the Boys Aren't 19
- 2009 : Girlvana 5
- 2009 : Lesbian Confessions 3
- 2009 : Sunny's Slumber Party
- 2010 : Nymphetamine 3
- 2010 : Meow!
- 2010 : Girls Will Be Girls 6
- 2011 : My Roommate's a Lesbian 2
- 2012 : Sunny Leone's Lezzie Lips
- 2013 : Sisters
- 2014 : Hot Cherry Pies 7
- 2015 : Little Fur-maids
- 2016 : I'm In Love With The Babysitter
- 2017 : Secret Anal Desires